# The Albemarle Sound
The Albemarle Sound — третий студийный альбом американской инди-рок группы The Ladybug Transistor из Бруклина (Нью-Йорк). Он был выпущен 23 марта 1999 года на лейбле Merge Records.

## Отзывы
| Оценки критиков                   | Оценки критиков |
| Источник                          | Оценка          |
| --------------------------------- | --------------- |
| AllMusic                          | [ 1 ]           |
| Robert Christgau                  | [ 4 ]           |
| The Encyclopedia of Popular Music | [ 5 ]           |
| Pitchfork Media                   | 8.0/10          |

The Albemarle Sound получил положительные отзывы от музыкальных критиков. Критик AllMusic Джейсон Анкени оценил альбом на 4,5 из 5 и отметил что «С альбомом The Albemarle Sound группа Ladybug Transistor наконец-то достигла того поп-величия, которое обещали их предыдущие записи — от пышных аранжировок и богатых мелодий до совершенно ретро-обложки, на которой дата 1999 года является единственной подсказкой, что альбом на самом деле не был выпущен тремя десятилетиями ранее. В отличие от единомышленников из коллектива Elephant 6, чьи кивки в сторону поп-музыки конца 60-х упираются в одновременное желание идти более экспериментальным путём, Ladybugs стремятся в точности повторить оркестровые композиции таких явных вдохновителей, как Брайан Уилсон и Берт Бакарак; The Albemarle Sound настолько убедителен и так любезен, что все оговорки быстро исчезают».
The A.V. Club писал: «Богатый и мгновенно доступный, The Ladybug Transistor создал звук, независимо от исходного материала, который полностью принадлежит ему». The Hartford Courant назвал альбом «коллекцией панорамного, пасторального попа, который отражает достопримечательности и звуки их мира с той же любовью к текстуре и цвету, с которой Брайан Уилсон иллюстрировал калифорнийский берег».

## Список композиций
1. «Oriental Boulevard»
2. «Six Times»
3. «Meadowport Arch»
4. «Today Knows»
5. «The Great British Spring»
6. «Like A Summer Rain»
7. «The Swimmer»
8. «Cienfuegos»
9. «The Automobile Song»
10. «Oceans In The Hall»
11. «Vale Of Cashmere»
12. «Aleida’s Theme»